# Оганнисян, Арам Карленович
Арам Карленович Оганнисян (арм. Անդրանիկ Նորիկի Թեւանյան; род. 7 ноября 1966, Арташат) — армянский деятель органов внутренних дел. Начальник полиции Армении (с 2023 года). Генерал-майор полиции.

## Биография
Родился 7 ноября 1966 года в Арташате. Проходил срочную службу в советской армии с 1985 по 1987 год. В 1990—1991 работал милиционером патрульно-постовой службы Арташатского отдела внутренних дел. Окончил Армянский государственный институт физической культуры (1993).
С 2000 по 2002 год — старший оперуполномоченный отделения по делам несовершеннолетних Арташатского отдела внутренних дел. В 2002 году стал начальником отделения уголовного розыска Масисского отдела управления. В 2007 году был переведён на позицию заместителя начальника Арташатского отдела управления, а уже в 2008 году стал начальником этого же отдела. С 2012 по 2014 год — начальник Армавирского отдела управления. В 2014 году Оганнисян назначен начальником Шенгавитского отдела управления города Еревана. С 2016 по 2018 год — начальник Центрального отдела управления полиции в городе Ереван. В 2018 году переведён на позицию начальника управления Котайкского марза, а в 2019 году — начальника управления Армавирского марза.
8 июля 2020 года был утверждён в качестве первого заместителя начальника полиции Армении.
Решением премьер-министра Армении Никола Пашиняна от 9 января 2023 года Ованнисян стал начальником полиции Армении и заместителем министра внутренних дел.

## Награды и звания
- Медаль «За боевые заслуги» (2002, НКР)[1]
- Медаль «За боевые заслуги» (2010, Армения)[1]
- Медаль «За отличную охрану общественного порядка» (2016, Армения)[1]

## Личная жизнь
Женат, воспитывает троих сыновей.